# Phaeochorella machaerii
Phaeochorella machaerii är en svampart som beskrevs av Bat. & Peres 1960. Phaeochorella machaerii ingår i släktet Phaeochorella och familjen Phyllachoraceae.   Inga underarter finns listade i Catalogue of Life.